# Кісен

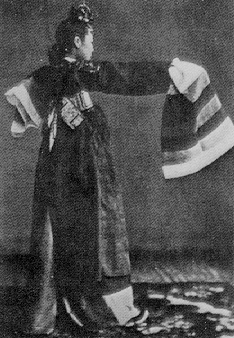
Кісен. Пхеньян 1890

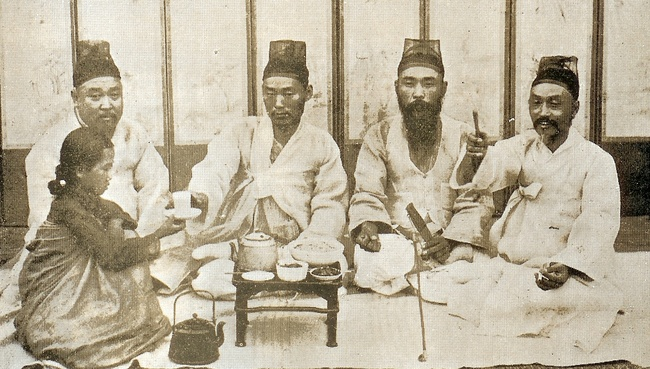
Кісе́н (1910)

Кісе́н (кор. 妓生, 기생) чи кіньо́[джерело?] (кор. 妓女, 기녀) — освічена рабиня-виконавиця у традиційній Кореї, яка прислужувала чоловікам на бенкетах і розважала їх співом і танцями.

## Історія
Вважається, що культура кісен привнесена з Китаю, де невільниць-виконавиць називали цзі. Існує кілька версій про час появи кісен. За однією з версій, кісен з'явилися в державі Сілла серед вонхва, жінок-попередниць хваранів. Однак між вонхва з Сілли й кісен Чосону мало спільного: вонхва вибиралися з аристократії, тоді як кісен були жінками нижчих класів. Інші теорії простежують сліди кісен в ранньому Корьо. На той час у країні знаходилося багато мешканок колишньої держави Пекче. Перший правитель Корьо, ван Тхеджо, вважав їх небезпечними для свого уряду і видав наказ про перетворення їх у державних рабинь. Імовірно, перші кісен були з цих переселенок.
Попри суперечливий час походження, як клас кісен сформувалися в Корьо 935—1394. Вперше вони згадуються на початку XI століття.
Через зростання чисельності кісен під час правління короля Мьонджона держава стала вести облікові записи (кіджок) кісен. Приблизно в той же час уряд робив спроби заснувати освітні установи для кісен. Ці академії, відомі як кьобан, вперше з'явилися в документах під час їх скасування при королі Хьонджоні в 1010 році. Однак вони були знову відкриті під час правління короля Чхунньоля.
Дівчата, навчені в кьобанах, призначалися виключно для придворних розваг, граючи важливу роль у внутрішніх справах королівського двору. Вони розважали як короля, так і високопоставлених гостей — ці обов'язки збереглися і під час періоду Чосон. До того ж починаючи з правління Мунджона, кісен брали участь в офіційних державних церемоніях.
В епоху Корьо інститут досяг свого розквіту, попри спроби уряду скасувати його. Під час правління Йонсангуна, 1494—1506, введена ієрархія в середовищі кісен, яка розділила їх на «небесних» і «земних».
У 1650 році всі кісен стали кріпачками держави. Кісен, приставлені обслуговувати державні установи, були відомі під ім'ям квангі. За законом вони не могли надавати сексуальні послуги начальству, проте ці норми порушували. Кісен часто поділяли на тих, кого примушували спати з начальниками установ, і на тих, хто уникнув такої долі.
Реформа Кабо 1895 року офіційно скасувала класову систему Чосон і рабство взагалі. Відтоді номінально кісен стали вільними, однак на практиці багато з них залишалися в рабському становищі й через багато років.
У XX столітті, особливо під час японського панування, багато кісен займалися проституцією.
Деякі так звані будинки кісен продовжують працювати у Південній Кореї, маючи мало спільного з традиційною культурою кісен.